# Herbert Mackworth

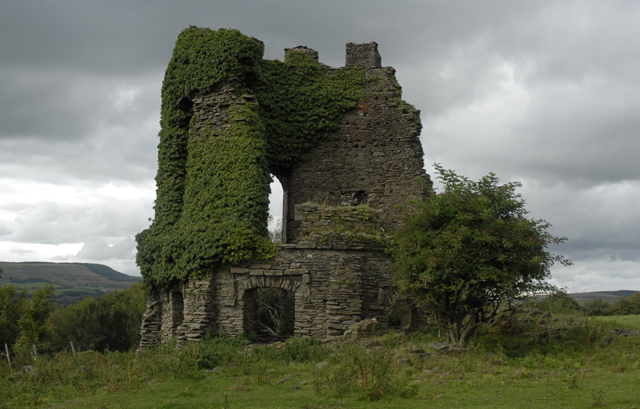
Der Ivy Tower, eine unter Herbert Mackworth errichtete Folly auf dem Gnoll Estate

Herbert Mackworth (* 7. September 1687; † 20. August 1765) war ein britischer Industrieller und Politiker.

## Leben
Herbert Mackworth war der älteste Sohn von Humphrey Mackworth und von Mary Evans. Seine Mutter war die Erbin von Sir Herbert Evans aus Neath, so dass sein Vater einen umfangreichen Grund- und Industriebesitz in Südwales erworben hatte, den er weiter ausgebaute. Herbert Mackworth besuchte die Westminster School und studierte anschließend 1704 am Magdalen College in Oxford und 1708 am Inner Temple in London. Nach dem Tod seines Vaters 1727 erbte er dessen Besitzungen, darunter die Kupferhütte Gnoll Copper Works sowie mehrere Kohlebergwerke bei Neath. Um 1730 ließ er seinen Wohnsitz Gnoll House bei Neath erweitern, ab 1740 erfolgte eine Umgestaltung des Gartens. Unter anderem ließ er eine Grotte, ein Torhaus und den Ivy Tower als Folly errichten.
Durch seinen Besitz kontrollierte er politisch Neath und Aberavon, und im Februar 1739 wurde er mit Unterstützung von Herbert Windsor, 2. Viscount Windsor, des Lords von Cardiff Castle, als Abgeordneter für Cardiff ins House of Commons gewählt. Mit Unterstützung Windsors und dessen Witwe wurde er auch bei den nächsten Wahlen gewählt und blieb so bis zu seinem Tod Abgeordneter für Cardiff. Im House of Commons gehörte er den Tories an, stimmte jedoch am 13. Februar 1741 gegen die Entlassung des Whigs Robert Walpole als Premierminister. Ansonsten blieb er politisch unauffällig, von ihm ist kein Redebeitrag im Parlament überliefert.

## Familie und Nachkommen
Am 24. April 1730 heiratete er Juliana Digby, eine Tochter von William Digby, 5. Baron Digby. Mit ihr hatte er einen Sohn und sechs Töchter, darunter:
- Frances Mackworth (1731–1814), ⚭ (1) Alexander Falconer, 5. Lord Falconer of Halkerton, ⚭ (2) Anthony Browne, 7. Viscount Montagu;
- Catherine Mackworth (* 1735) ⚭ James Stillingfleet;
- Sir Herbert Mackworth, 1. Baronet (1737–1791);
- Susanna Mackworth (* 1738) ⚭ Sir John Hotham, 9. Baronet;

Sein Erbe wurde sein Sohn Herbert Mackworth. 